# 나가사키 신문

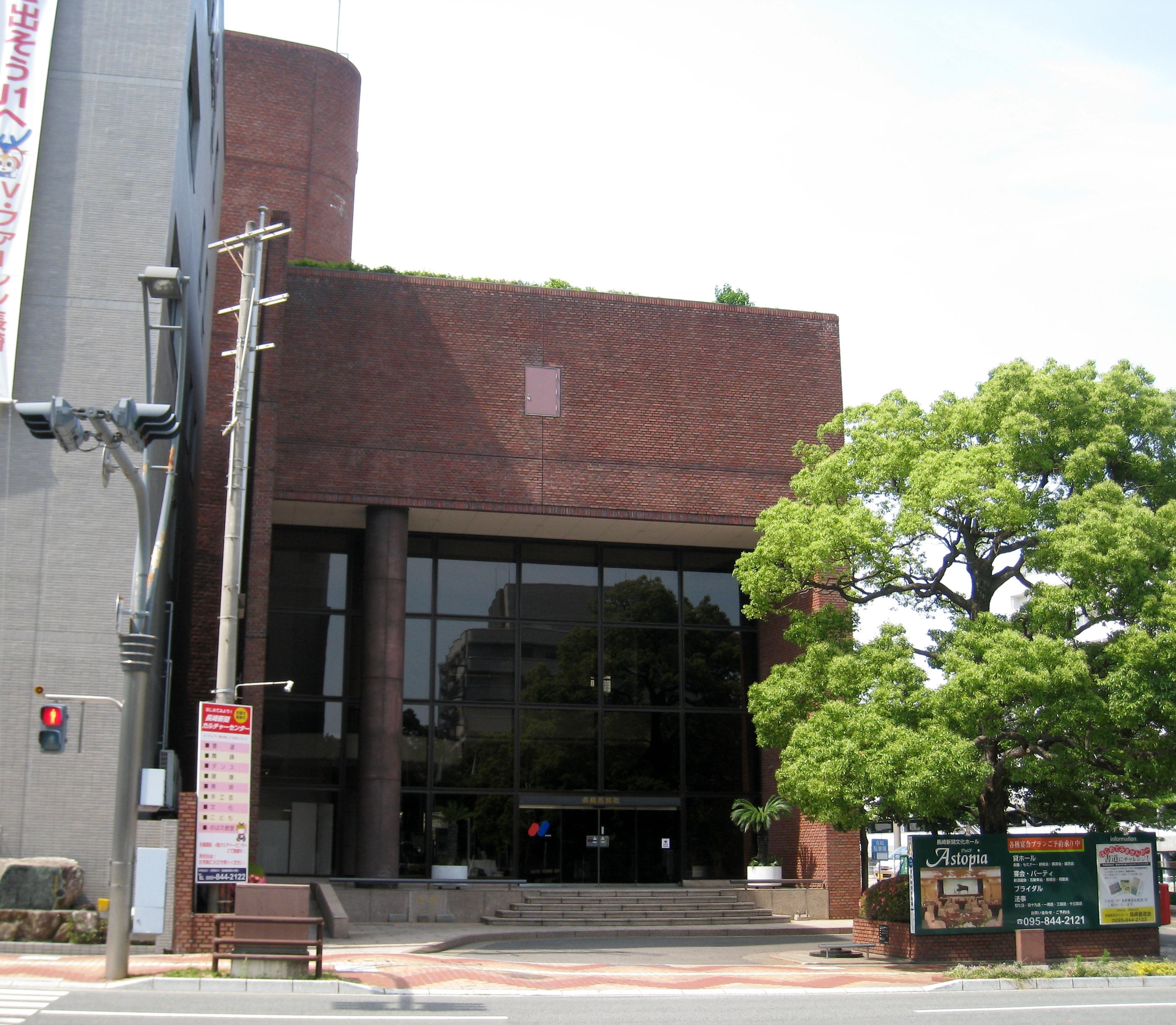
나가사키 신문 본사

나가사키 신문(일본어: 長崎新聞 ながさきしんぶん[*])은 나가사키현에서 발행되는 일간지이다. 1889년 9월 5일에 창간하였다. 본사는 나가사키현 나가사키시 모리마치 3-1에 위치하고 있다.